# Rap mongol
Vous lisez un « article de qualité » labellisé en 2021.

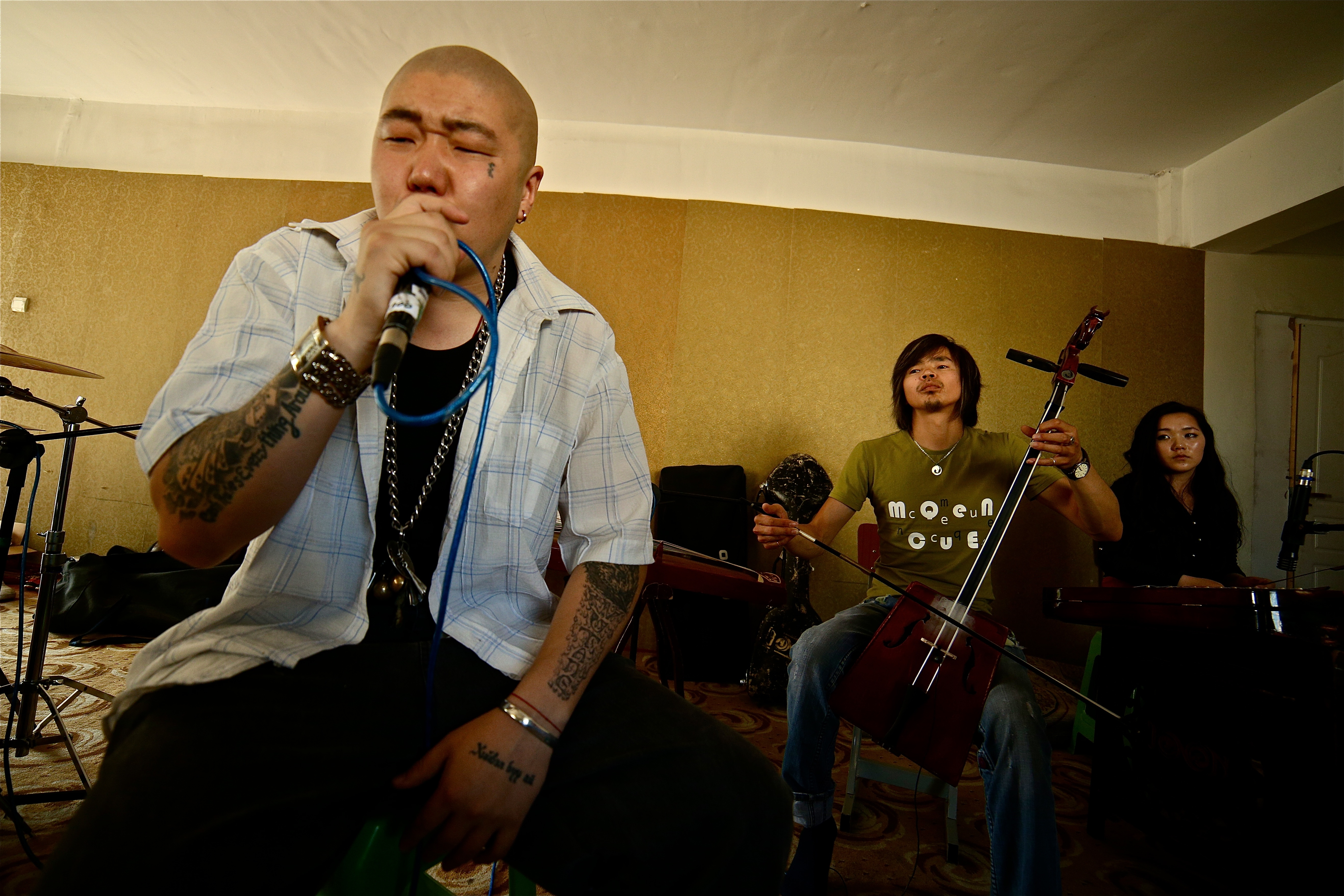
Le rappeur Gee.

Le rap mongol, ou hip-hop mongol, est un genre musical qui apparaît à la fin des années 1980 en Mongolie, durant une période où le régime communiste mongol s'affaiblit et où les espaces d'expression se développent. Le groupe Har Sarnai (Rose noire), créé en 1991, en total décalage avec les courants musicaux alors existants, joue un rôle majeur dans le développement de cet art. Au début des années 2000, la nouvelle génération d'artistes propose des titres aux musiques aux influences variées, mais depuis, cette diversité tend à diminuer quelque peu avec une attention plus poussée portée au modèle américain. Les rappeuses sont rares en raison de la pression sociale.
Le rap mongol est une réappropriation de l'univers musical et des codes du hip-hop américain. Il utilise pour partie ses codes visuels, tels que la pratique symbolique du conflit théâtralisé, le port de vêtements de sport amples, de nombreux bijoux, les comportements et images provocantes, la constitution de crew, etc. Il intègre par ailleurs des références culturelles mongoles telles que le Khöömii (chant de gorge) et le Morin khuur, un instrument de musique traditionnel. Les rappels à l'Empire mongol et notamment à la figure de Gengis Khan, figure tutélaire et nationaliste de la société mongole actuelle, sont fréquents. Ils passent par l'emploi de costumes ou de références à la société mongole introduites dans les titres ou les textes.
Les sujets abordés y sont des plus divers, même si nombre de productions ont pour sujet l'amour romantique. Les revendications politiques et les messages contestataires sont également souvent traités. Dans certains textes, faisant peut-être écho au rap américain, les femmes sont objectifiées. Une autre thématique régulièrement abordée est celle de l'authenticité du peuple mongol. Elle est de nature nationaliste, et plonge ses racines dans la recherche, depuis la chute du régime communiste, d'une identité nationale. Elle passe par la dénonciation de la corruption du sang, le combat contre l'immigration (chinoise notamment) et le rejet des investissements étrangers. Une position plus modérée promeut le développement du peuple mongol par lui-même et la fin du rejet de la faute ailleurs.
La langue mongole est massivement employée, mais d'autres langues, surtout l'anglais parfaitement intégré au paysage linguistique local, sont aussi utilisées. La langue anglaise est un outil que les artistes emploient et manipulent à des fins diverses, parfois au moyen de l'invention de termes mongols anglicisés, pour répondre aux nécessités de leurs démarches artistiques. L'emploi d'un langage grossier est perçu comme permettant de donner plus de réalité aux textes et de mieux faire comprendre l'urgence de certains messages.
Avec le développement d'internet et des moyens technologiques à la fin des années 1990, la diffusion du rap mongol s'est accrue et certains artistes ont eu l'occasion de se produire à l'étranger.

### Références visuelles au hip-hop américain

Logo Parental Advisory de la Recording Industry Association of America.

### Influence du personnage de Genghis Khan

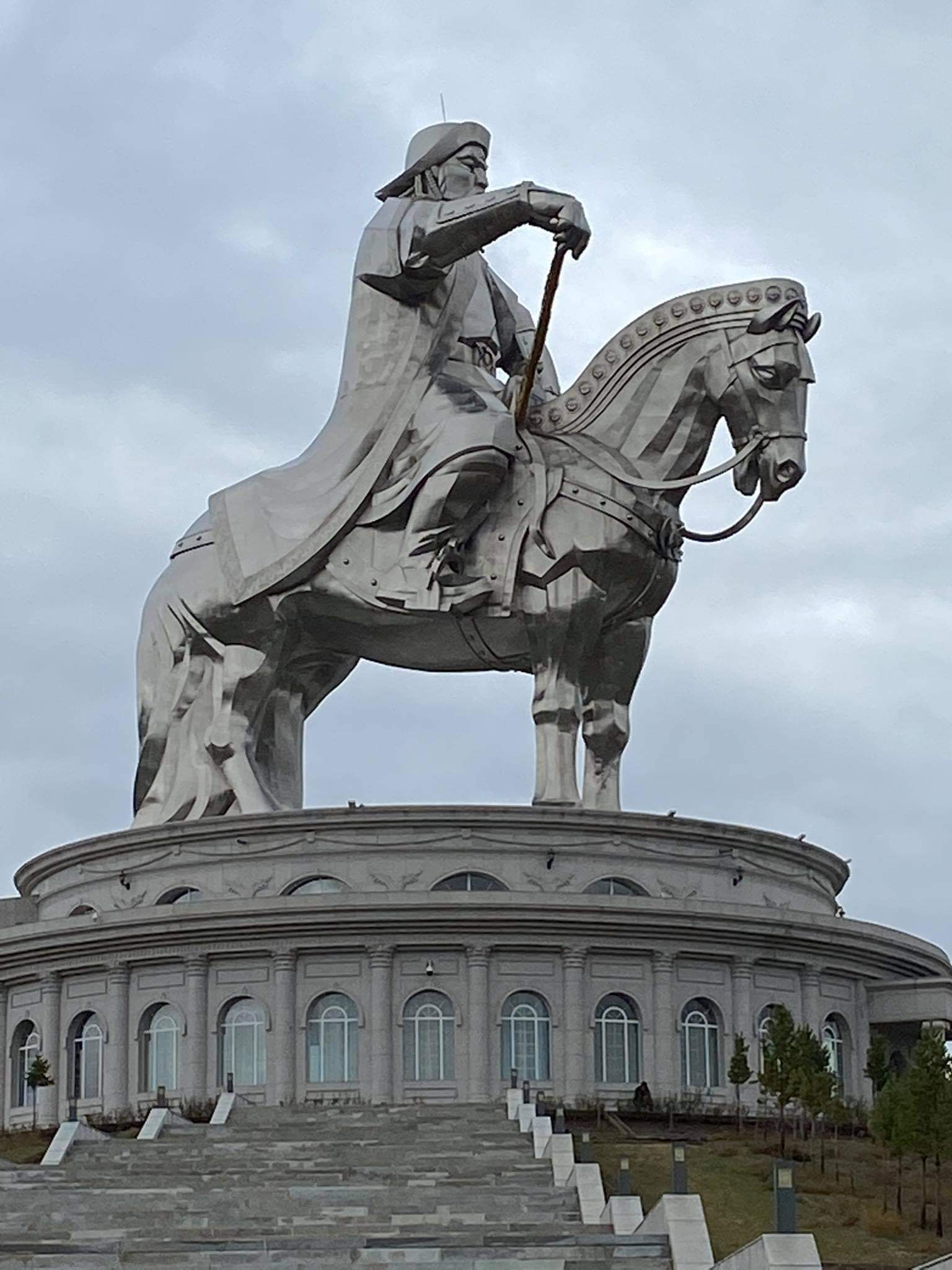
Statue équestre de Genghis Khan près d'Oulan-Bator.

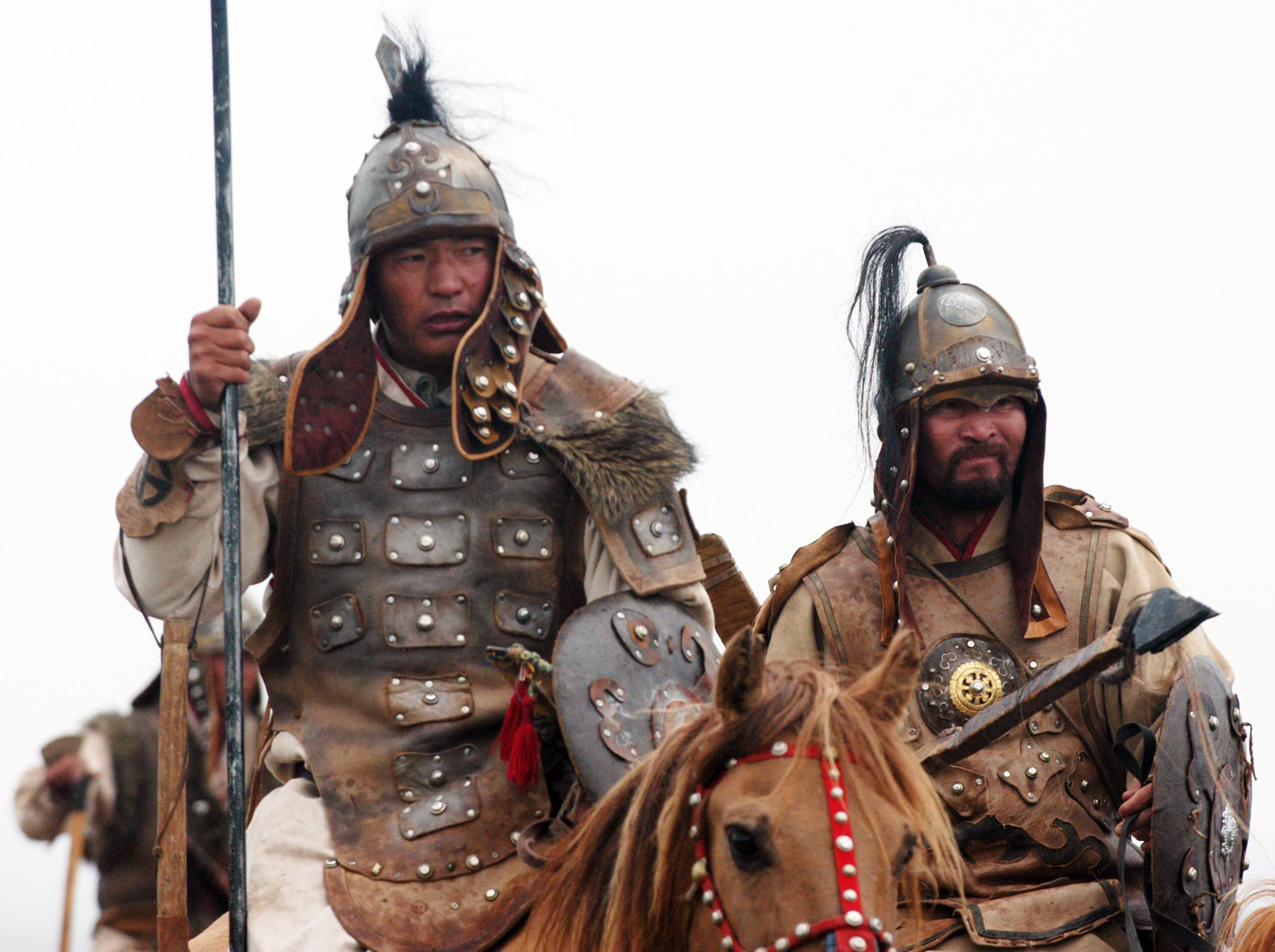
Mongols en costume militaire reconstitué datant de l'Empire mongol.

### Langues

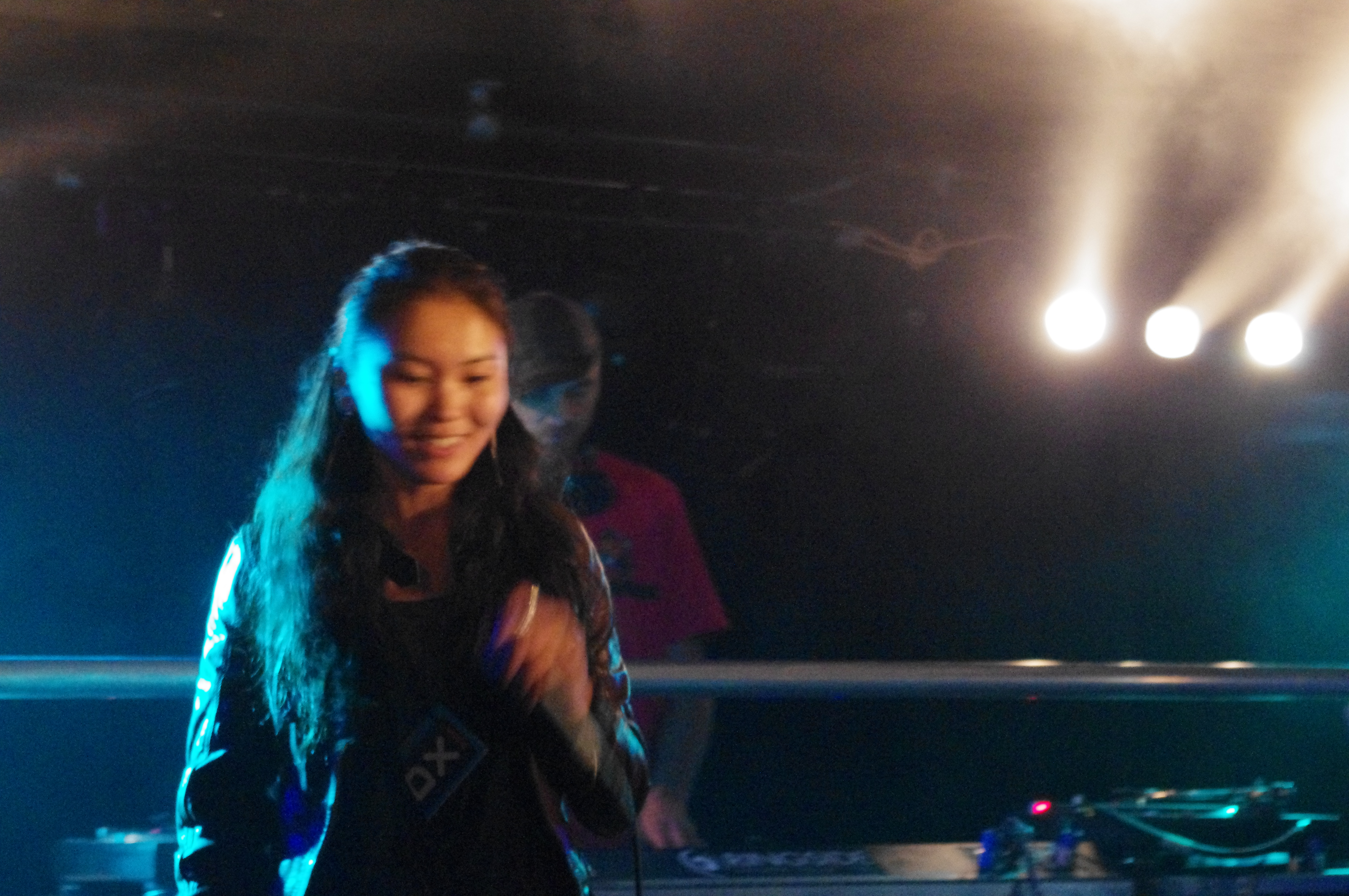
La rappeuse Gennie.

## Motivations et indépendance

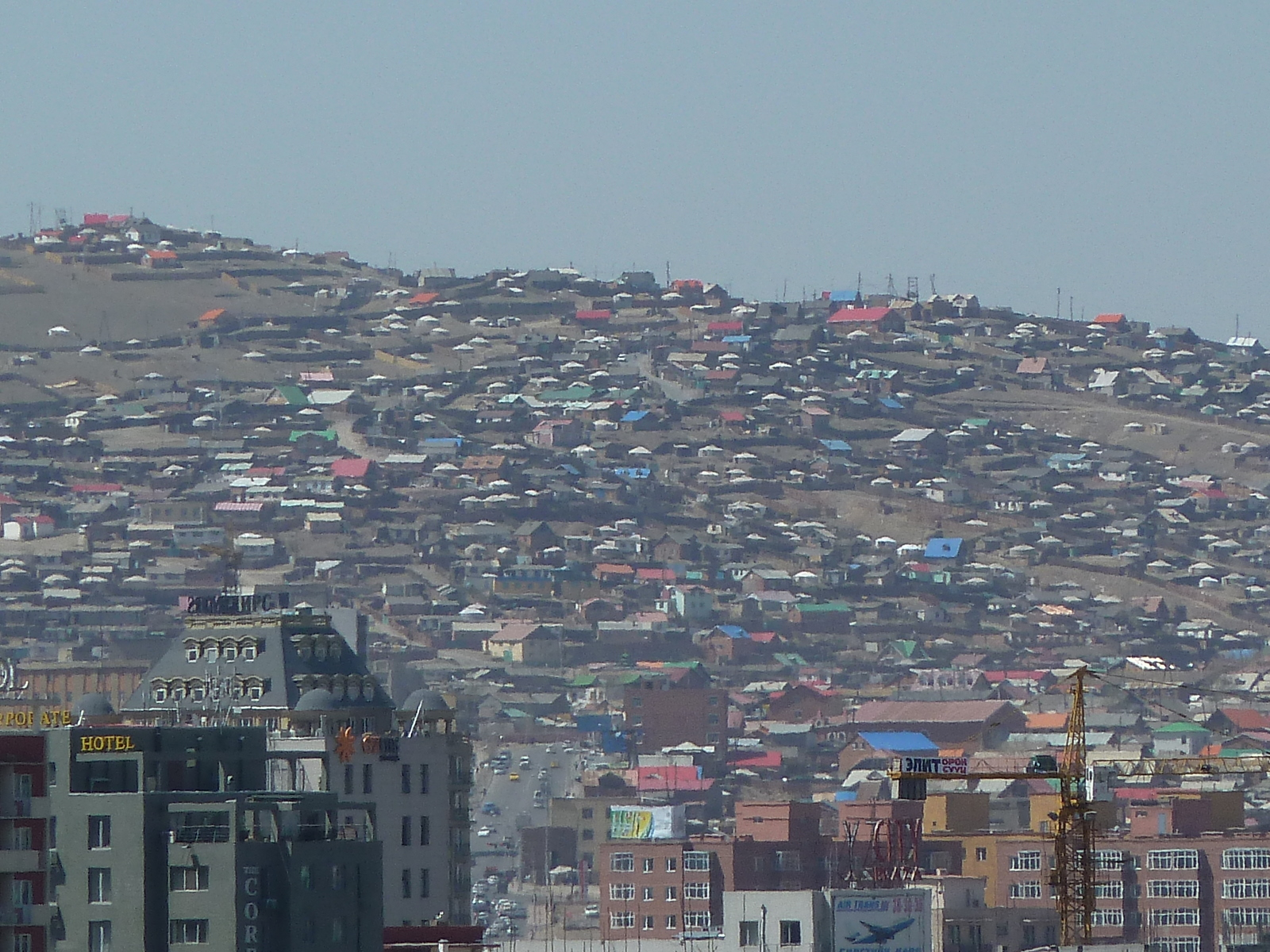
Quartier en banlieue d'Oulan-Bator constitué de yourtes et de maisons en dur.

Le régime communiste a pendant un temps cherché à interdire l'accès à la musique populaire occidentale, se méfiant de son message idéologique. Toutefois, à partir du milieu des années 1960, elle commence à pénétrer en Mongolie par les bagages des Mongols revenant dans leur pays, se diffusant sous le manteau au sein de la jeunesse, tout d'abord dans la capitale Oulan-Bator. Le gouvernement mongol préfère alors accompagner ce mouvement musical en se l'appropriant et en créant des groupes de musique pop étroitement contrôlés. Au milieu des années 1980, ceux-ci commencent à s'émanciper, profitant de la déliquescence politique. Certaines de leurs chansons sont reprises par la jeunesse manifestante qui, en 1990, en plein effondrement de l'URSS, obtient la démission sans violence des autorités de la Mongolie communiste,. La transition vers une nation démocratique avec une économie de marché libre s'enclenche. Le contrôle gouvernemental sur les migrations s'atténue considérablement et une partie importante de la population rurale investit les villes mongoles, notamment Oulan-Bator, profitant des opportunités d'emploi offertes par le nouveau système économique. En 2010, plus des deux tiers des Mongols sont urbains et près de la moitié de la population vit dans la capitale.
La Mongolie est l'un des pays les plus jeunes du monde avec 75 % de la population ayant moins de 35 ans. Au contraire de la jeunesse rurale qui vit encore dans un mode de vie traditionnel, la jeunesse urbaine est largement ouverte aux influences culturelles extérieures, lesquelles ont abouti à son multilinguisme. Si la musique pop occidentale est déjà accessible avant 1990, la révolution démocratique en a largement favorisé l'accès. La jeunesse s'est rapidement appropriée ces influences, passant de consommatrice de la scène musicale populaire mondiale à productrice, expérimentant de nombreux styles musicaux, jouant avec ces moyens d'expression en les adaptant aux contextes locaux. Autour de 1990, certains artistes ont produit des reprises de chansons populaires occidentales en mongol ou en anglais. D'autres ont intégré à leurs chansons des messages politiques et sociétaux, tels que la défense de la démocratie et de la liberté, ou culturels comme la vie de Gengis Khan. L'ouverture vers l'extérieur a conduit à l'apparition de scènes musicales réalisant une hybridation des influences étrangères et des sons, thèmes et styles typiquement mongols. Les langues étrangères, notamment l'anglais, et le mongol s'y côtoient ou s'y mêlent.
Les difficultés économiques résultant de la transition d'une économie centralisée et planifiée à une économie de marché, qui ont notamment rendu les instruments de musique très coûteux, ont conduit à la disparition de nombreux groupes au début des années 1990. À la fin de cette décennie, la situation des artistes auparavant dépendants d'Oulan Bator, les communautés rurales n'ayant pas les moyens de payer le billet d'un concert, s'est améliorée avec l’émergence des ordinateurs, de la télévision par câble, des radios urbaines et d'Internet,. En outre, de nombreuses entreprises se sont mises à sponsoriser des artistes, bénéficiant en retour de l'association de leur nom avec ceux ayant réussi.

## Histoire

### Avènement
Le rap, très différent des productions mongoles habituelles, a eu beaucoup de mal à s'imposer. Le premier groupe de rap mongol est MC Boys, apparu à la fin des années 1980. Il aborde des sujets sociétaux, philosophiques et la rébellion. Il est rapidement suivi, à compter de 1991, par le groupe Har Sarnai (Rose noire). Composé de deux frères, il propose une musique forte et brute sur des rythmes de house, qu'ils décrivent comme du techno-rap. Anthony J. Fonseca décrit leur style comme un mélange de disco et d'electronic dance music, Gregory Delaplace comme un alliage de musique électronique, de rap et de pop. Ils chantent voire crient d'une voix gutturale et grognante (chant de gorge), échangent sans cesse la parole, portent un intérêt aux côtés sombres de la vie et de l'amour,. Ils arborent sur scène des costumes fantastiques, des uniformes militaristes, des bottes en cuir, des peintures faciales, de longues perruques et un chapeau haut de forme,. Ils sont constamment en mouvement et les poings et les pieds en l'air. De l'avis de l'historien de la musique Peter K. Marsh, ils ont « marqué une alternative claire aux chanteurs de ballade raffinés, bien coiffés et bien élevés qui avaient dominé le courant principal de la musique jusque-là… » et « ont contribué à libérer un espace pour une nouvelle génération de rappeurs ».

### Développement
Le rap commence à véritablement trouver son public à partir du début des années 2000 avec l'avènement d'une nouvelle génération à laquelle appartiennent les groupes Digital et Tatar. Les jeunes artistes se saisissent de la musique rap et de la culture hip-hop pour traduire dans des formes inexistantes jusqu'à présent dans la musique grand public leurs espoirs, leurs peurs et leurs frustrations. Dans un premier temps cantonné à la capitale où il est apparu, le rap mongol se diffuse ensuite dans le reste du pays, touchant la jeunesse rurale.
Entre 1997 et 2002, Dain Ba Enkh (Guerre et Paix) chante sur des sujets politiques et sociétaux sur une musique aux rythmes de RnB occidentale et de disco-funk. Enkhtaivan, actif durant les années 2000, est le premier chanteur solo de RnB et de rap. Les groupes MonTaRap, Lumino et le chanteur Aka Odko adoptent des formes RnB, Quiza utilise une musique G-funk, le chanteur Gee et le groupe Ice Top ont recours à des formes de Gangsta rap et de rap hardcore. Le groupe Vainquish choisit un gros son élaboré avec des synthétiseurs et une boîte à rythme Roland TR-808. Depuis les années 2010, Fish symboled stamp, XL, Metune et d'autres emploient des instruments traditionnels et le chant de gorge,,. Ces deux éléments locaux sont régulièrement associés avec la musique hip-hop,. Quelques rappeuses apparaissent, telle que Gennie.
Au début des années 2000, il n'est pas rare que les paroles en mongol soient interprétées sur des musiques américaines connues : Bi hendch hereggüi (Je suis inutile, 2001) de Ice Top utilise What's the Difference (1999) de Dr. Dre, et Hüniih ([Elle est] quelqu'un d'autre, 2004) de Lumino, l'un des grands succès du groupe, emprunte I Know What You Want (2003) de Busta Rhymes et Mariah Carey. Alors que les paroles originales de What's the Difference ont pour sujet le dénigrement et la vantardise, la version mongole exprime l'insuffisance personnelle. Dans le deuxième cas, le texte d'origine est une affirmation de l'art érotique tandis que le texte mongol est une déclaration d'amour refusée. Les influences ne sont pas seulement américaines. Ainsi, des rappeurs français servent parfois de référence : MonTaRap avec Minii Benz (2002) réinterprète Ma Benz (1998) de NTM, et Tatar utilise dans une chanson l'alternance d'une voix basse, parfois gutturale, inspirée de celle Joey Starr (NTM), et une voix forte et plus aiguë comparable à celle d’Akhenaton (IAM).
La voix est perçue comme un véritable instrument. Au début des années 2000, Ice Top la pousse jusque dans ses derniers retranchements. L'écoute est, de l'avis de Grégory Delaplace, « une expérience musicale qui emmène le langage à sa frontière animale ».

### Américanisation
La variété de style des débuts a tendance à diminuer quelque peu par la suite, analyse Grégory Delaplace en 2014 : le rap mongol s'américanise au fur et à mesure de son développement et se rapproche du modèle d'Eminem. Le chanteur Gee, au flux régulier égal, à la voix rugueuse mais claire, en est une incarnation. Ce mouvement n'empêche pas les innovations dans l'utilisation du langage à l'image de Neg ödriin haan (Roi pour un jour, 2010) de Rokit Bay. Enfin, Gee lui-même utilise parfois dans ses musiques des instruments de musique traditionnels comme le morin khuur et peut employer le khöömii (chant de gorge) dans ses chants. Même un artiste mongol comme TulgaT qui vit à Los Angeles et chante en anglais américain conserve des spécificités propres.

## Aspects culturels et visuels
Le rap est un mouvement musical dans lequel les artistes interagissent avec les formes globales du mouvement hip-hop, principalement influencées par la culture de la communauté afro-américaine où il est né dans les années 1970, et qui reste une référence déterminante, tout en s’enracinant dans le contexte social, économique, culturel et politique local du pays où il est pratiqué. Le rap mongol est donc une réappropriation de l'univers musical et des codes du hip-hop américain dans le contexte local.